# Josef Ludwig von Armansperg
Conde Josef Ludwig von Armansperg (em alemão: Josef Ludwig, Graf von Armansperg; em grego: Κόμης Ιωσήφ Λουδοβίκος Άρμανσμπεργκ, transl. Kómis Iosíf Loudovíkos Armansberg; 1787 — 1853) foi um político da Grécia. Ocupou o cargo de primeiro-ministro da Grécia entre 1 de Junho de 1835 a 14 de Fevereiro de 1837.